# Сочувствующий (мини-сериал)
«Сочу́вствующий» (англ. The Sympathizer) — американский мини-сериал в жанре исторической драмы. Создан Пак Чхан Уком и Доном Маккелларом на основе одноимённого романа Вьет Тхань Нгуена. Премьера состоялась 14 апреля 2024 года.

## Сюжет
Сюжет основан на падении правительства Южного Вьетнама в 1975 году и последующих событиях, развернувшихся в Калифорнии (США). Главный герой — тайный коммунистический агент Вьетконга.

## В ролях

### Главные роли
- Хоа Сюаньдэ — Капитан
- Фред Нгуен Кхан — Бон
- Тон Ле — Генерал
- Ви Ле — Лана
- Алан Чонг — Сонни
- Роберт Дауни-младший
  - Клод, агент ЦРУ
  - Нико, режиссёр, снимающий фильм о войне во Вьетнаме. Прообраз персонажа Фрэнсис Форд Коппола.
  - Профессор Хаммер
  - Нед Годвин, конгрессмен

### Второстепенные роли
- Сандра О — София Мори
- Кьеу Чинь — мать Майора
- Нгуен Као Ки — Мадам, мать Генерала
- Дэвид Духовны — Райан Гленн, актёр, играющий капитана Шамуса в фильме о войне во Вьетнаме. Прообраз персонажа Марлон Брандо.
- Джон Чо — Джэймс Юн, корейско-американский актер, играющий Кима в фильме о войне во Вьетнаме.
- Макс Уиттингтон-Купер — Джейми Джонсон, популярный соул-певец и актер, впервые сыгравший лейтенанта Беллами в фильме о войне во Вьетнаме.
- Марин Дельтерм — Моник Тибо, художник-постановщик фильма и подруга Нико.

## Эпизоды
| № | Название                                                         | Режиссёр           | Автор телевизионного сценария                   | Дата премьеры  | Зрители в США (млн) |
| - | ---------------------------------------------------------------- | ------------------ | ----------------------------------------------- | -------------- | ------------------- |
| 1 | «Death Wish» «Жажда смерти»                                      | Пак Чхан Ук        | Пак Чхан Ук, Дон Маккеллар                      | 14 апреля 2024 | 0,206               |
| 2 | «Good Little Asian» «Хороший маленький азиат»                    | Пак Чхан Ук        | Пак Чхан Ук, Дон Маккеллар, Наоми Иидзука       | 21 апреля 2024 | 0,147               |
| 3 | «Love It or Leave It» «Люби это или оставь»                      | Пак Чхан Ук        | Пак Чхан Ук, Дон Маккеллар, Марк Ричард         | 28 апреля 2024 | 0,081               |
| 4 | «Give Us Some Good Lines» «Дайте нам несколько хороших реплик»   | Фернанду Мейреллиш | Пак Чхан Ук, Дон Маккеллар                      | 5 мая 2024     | 0,070               |
| 5 | «All for One» «Все за одного»                                    | Марк Манден        | Пак Чхан Ук, Дон Маккеллар, Меган Хуан          | 12 мая 2024    | 0,058               |
| 6 | «The Oriental Mode of Destruction» «Восточный способ разрушения» | Марк Манден        | Пак Чхан Ук, Дон Маккеллар, Анчули Фелисия Кинг | 19 мая 2024    | 0,062               |
| 7 | «Endings Are Hard, Aren’t They?» «Концовки тяжёлые, не так ли?»  | Марк Манден        | Пак Чхан Ук, Дон Маккеллар                      | 26 мая 2024    | 0,088               |

## Производство
В апреле 2021 года Вьет Тхань Нгуен объявил, что компания A24 займётся телевизионной адаптацией его романа «Сочувствующий», а режиссёром адаптации станет Пак Чхан Ук. В июле того же года компания HBO заказала производство телесериала. В проекте был задействован Роберт Дауни-младший в качестве актёра и продюсера. Калифорния выделила 17,4 млн долларов в виде налоговых льгот на производство проекта на территории штата.
Подбор актёров проводился по всему миру, главные роли получили актёры вьетнамского происхождения: Хоа Сюаньдэ, Фред Нгуен Кхан, Тон Ле, Ви Ле, Алан Чонг. Роли второго плана исполнят Сандра О, Кьеу Чинь, Нгуен Као Ки и Роберт Дауни-младший.
Съёмки прошли в Лос-Анджелесе и Таиланде.
В январе 2023 года стало известно, что режиссёрами нескольких эпизодов назначены Марк Манден и Фернанду Мейреллиш.
12 апреля 2023 года вышел первый трейлер сериала.

## Премьера
Премьера мини-сериала состоялась на канале HBO, а также на стриминговом сервисе Max 14 апреля 2024 года.

## Восприятие
На сайте-агрегаторе рецензий Rotten Tomatoes рейтинг мини-сериала составляет 90 % на основании 60 обзоров критиков со средней оценкой 8,4 из 10 и обладает «сертификатом свежести». Консенсус критиков сформулирован так: «„Сочувствующий“ прекрасно справляется с адаптацией источника, передавая его ключевые темы, хотя иногда у него возникают проблемы со структурой». На сайте-агрегаторе рецензий Metacritic рейтинг мини-сериала составляет 79 баллов из 100 возможных на основании 30 обзоров критиков, что соответствует «в целом положительным» отзывам.

## Награды и номинации
| Премия            | Категория                                                                 | Номинант             | Результат |
| ----------------- | ------------------------------------------------------------------------- | -------------------- | --------- |
| «Эмми»            | Лучшая мужская роль второго плана в мини-сериале или телефильме           | Роберт Дауни-младший | Номинация |
| «Выбор критиков»  | Лучшая мужская роль второго плана в мини-сериале или телефильме           | Роберт Дауни-младший | Номинация |
| «Независимый дух» | Прорывная роль в новом сериале                                            | Хоа Сюаньдэ          | Номинация |
| «Спутник»         | Лучший мини-сериал или телефильм                                          |                      | Номинация |
| «Спутник»         | Лучшая мужская роль — мини-сериал или телефильм                           | Хоа Сюаньдэ          | Номинация |
| «Спутник»         | Лучшая мужская роль второго плана — мини-сериал, телесериал или телефильм | Роберт Дауни-младший | Победа    |